# 유령얼굴박쥐속
유령얼굴박쥐속(Mormoops)은 유령얼굴박쥐과에 속하는 박쥐 속의 하나이다.

## 하위 종
현존하는 2종과 멸종된 1종을 포함하고 있다.
- 앤틸리스유령얼굴박쥐 (Mormoops blainvillii) (Leach, 1821)
- † 자이언트유령얼굴박쥐 (Mormoops magna) (Silva-Taboada, 1974)
- 유령얼굴박쥐 (Mormoops megalophylla) (Peters, 1864)